# Commission Napier
La Commission Napier, officiellement Commission royale d'Enquête sur les Conditions des Fermiers et Paysans des Highlands et des Îles (Royal Commission of Inquiry into the Condition of Crofters and Cottars in the Highlands and Islands) et communément appelée "commission des paysans", était une commission royale et une enquête publique sur les conditions des fermiers et paysans dans ce que l'on peut catégoriser généralement comme les Highlands, Orcades, Shetland et les Hébrides. Elle fut nommée en 1883 et dirigée par Francis Napier, sous le gouvernement libéral de William Ewart Gladstone au Royaume-Uni. Cette commission publia son rapport, Report of Her Majesty's Commissioners of Inquiry Into the Condition of the Crofters and Cottars in the Highlands and Islands of Scotland, en 1884. Les cinq autres membres étaient Donald Cameron of Lochiel (député conservateur d'Inverness-shire), Sir Kenneth Mackenzie de Gairloch, Charles Fraser-Mackintosh (député pour une autre division d'Inverness), Alexander Nicolson (Shérif de Kirkcudbright) et le professeur Donald MacKinnon (premier à avoir occupé la chaire de celtologie de l'Université d'Édimbourg).

## Contexte historique
Les fermiers et paysans des Highlands s'agitaient en raison de loyers trop élevés, la sécurité non assurée du bail et la perte de facto des droits d'accès aux terres. Cette agitation prit la forme de grèves des loyers, refusant de les payer, et de ce qui devait alors être connu comme les land raids ("incursions dans les terres), où les paysans occupaient les terres que les propriétaires avaient consacré à l'élevage des moutons et à des parcs de chasse appelés 'forêts de cerfs'. Le terme de "guerre des paysans" (crofter's wars) a depuis été utilisé pour qualifier ce genre d'agitation.
Dans les années 1870, des agitations sporadiques secouaient l'ouest du comté de Ross-shire et Lewis. Au début des années 1880, les agitations commencèrent à Skye, alors dans le comté d'Inverness : elles y devinrent persistantes et menacèrent de s'étendre à travers les Hébrides et les Highlands. Les forces de police tentèrent d'appliquer ce que les propriétaires considéraient alors comme leurs droits, mais elles furent sévèrement mises à mal, en particulier dans le comté d'Inverness-shire où William Ivory était le Sheriff Principal. Ces agitations devinrent alors un problème nécessitant l'attention du gouvernement et finalement le gouvernement de Gladstone nomma la Commission Napier.

## La commission
La mise en place de la commission fut faite par le ministre de l'intérieur, William Vernon Harcourt. Avec Napier, la commission avait un anthropologue et historien amateur, tandis que Nicolson et Mackinnon apportaient leurs bonnes connaissances du gaélique, Cameron et MacKenzie étaient des propriétaires terriens, et Frazer-Mackintosh un député s'étant fait connaître pour ses sympathies envers les causes des paysans.
Les termes de fermiers (crofter) et paysans (cottar) tout aussi bien que Highlands et les îles n'étaient pas clairement définis, et la commission était laissée libre de ses méthodes quant aux endroits, aux moments et aux personnes à partir desquelles elle devait recueillir des témoignages. Napier était réticent à l'inclusion de Caithness, qu'il considérait comme "n'était pas habité par la race celtique". La commission savait cependant que le gouvernement préférait un rapport au plus tôt à une enquête exhaustive, dans l'espoir que cette enquête même aiderait à maîtriser les agitations des paysans.
La commission commença son travail avec les Hébrides, où les grèves sur les loyers et les occupations de terre étaient les plus fréquentes. Elle recueillit des témoignages des paysans, des propriétaires et d'autres, puis commença sur un parcours de ce qu'on peut considéra comme la zone des Highlands et des Îles (ces dernières formant principalement Orcades, Shetland et les Hébrides). Les témoignages des paysans étaient remarquablement proches les uns des autres, et on les accusa d'avoir été entraînés par la Highland Land League. Il y avait également des accusations comme quoi les paysans qui osaient apporter leurs témoignages risquaient d'être victimes de représailles des propriétaires.

## Le rapport
La commission était loin d'être unanime sur son rapport : nombre des recommandations émanaient seulement de Napier. Pour les locataires dont les propriétés coûtaient plus de 6 £ l'année (1), il proposa une sécurité du bail sur 30 ans; pour les autres, il recommanda une émigration assistée sur la base du volontariat (2). Dans le cas (1), le bail comprenait un programme d'amélioration des propriétés, et un ré-établissement d'une gestion communale des pâturages. La publication du rapport entraîna un court répit à la situation des Highlands. La bibliothèque électronique des Highlands contient une version de ce rapport.

## Résultats
Environ trois ans après avoir la mise en place de la commission, en 1886, l'acte de propriété des paysans (Crofters' Holdings Act) était inscrit au recueil de lois. Cet acte n'était pas fondé sur les recommandations de la commission, mais la façon dont elle a recueilli les témoignages et son rapport permirent d'informer le public et de nourrir les débats parlementaires et du gouvernement qui débouchèrent sur la législation. Cette législation était fondée sur des principes acceptés par les Actes Irlandais des Terres (Irish Land Acts) de 1870 et 1881, bien que ceux-ci aient été implicitement rejetés par Napier en 1884.

## Voir également
- Highland Clearances